# Leo Dalmao

Bischofswappen von Leo Dalmao

Leo Magdugo Dalmao CMF (* 1. Dezember 1969 in Tagbilaran, Bohol, Philippinen) ist ein philippinischer Ordensgeistlicher und römisch-katholischer Prälat von Isabela.

## Leben
Leo Dalmao trat 1986 der Ordensgemeinschaft der Claretiner bei und legte am 16. Juli 1996 die ewigen Gelübde ab. Er empfing am 31. Mai 1997 das Sakrament der Priesterweihe.
Am 25. März 2019 ernannte ihn Papst Franziskus zum Prälaten von Isabela. Der Erzbischof von Zamboanga, Romulo Tolentino de la Cruz, spendete ihm am 24. Mai desselben Jahres die Bischofsweihe; Mitkonsekratoren waren der Erzbischof von Ozamis, Martin Jumoad, und der Erzbischof von Davao, Romulo Geolina Valles.